# Sodales Augustales
Pour le culte impérial dans les provinces, voir Seviri augustales.

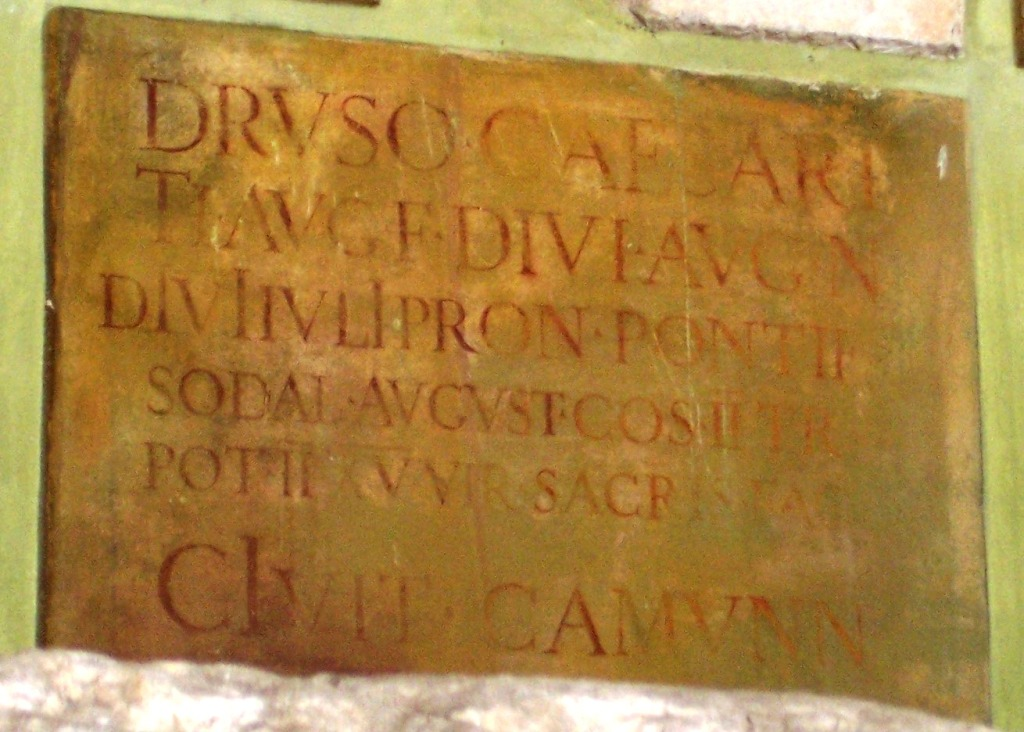
Inscription au capitole de Brescia, dédié à Drusus, sodale d'Auguste
DRUSO CAESARI/IT AVG F DIVI AVG N/ DIVI IVLI PRON PONTIF/SODAL AVGUST COS II TR/ POT II XV VIR SACRIS FAC/ CIVIT CAMUNN

Les Sodales Augustales étaient une sodalité créée par l'empereur Tibère pour présider au culte d'Auguste divinisé et prendre la succession de la gens Julia dans les sacrifices qu'elle avait à célébrer.

## Histoire
Les premiers membres du collège furent tirés au sort au nombre de 21 parmi les membres de la haute aristocratie, en 14 ap. J.-C.. On ne connaît pas le nom de ces premiers Augustales. Tibère, Drusus, Claude et Germanicus leur furent adjoints, ce qui porta le nombre total à 25.
Chaque place du collège se nommait décurie : il y avait donc, à l'origine, 25 décuries. Par la suite, d'autres décuries furent créées :
- la vingt-sixième, à une date que l'on ignore, mais antérieure à l'année 51, probablement en faveur de Drusus ;
- la vingt-septième en faveur de Néron ;
- la vingt-huitième en faveur de Titus en 71 : supprimée après lui, on la rétablit pour y appeler Caracalla.

Quand un membre du collège venait à mourir, on le remplaçait par voie de cooptation. On a supposé que la cooptation devait être précédée d'une désignation de l'Empereur, lequel avait droit, pour les autres collèges sacerdotaux, de nommer aux postes vacants, ou du sénat qui partageait ce droit avec le prince.
Les Sodales Augustales étaient, dans la hiérarchie sacerdotale, des personnages importants : des places spéciales leur étaient réservées au théâtre, ils s'asseyaient sur des chaises curules, ils figuraient aux cérémonies religieuses avec les grands collèges de l'État. À leur tête étaient trois magistri annuels et un flamen, nommé à vie par l'Empereur. Un texte de la biographie de Marc Aurèle permet de croire qu'il n'était pas pris d'habitude parmi les sodales. George Howe a dressé la liste des sodales Augustales connus. Elle compte 74 noms, depuis l'année 11, date de la fondation du collège, jusqu'à l'année 230.
Le même procédé fut employé dans la suite pour assurer le culte des différents empereurs divinisés : on créa successivement d'autres confréries, qui prirent le nom du souverain dont elles devaient garder la mémoire. Tout d'abord, à la mort de Claude, ou peut-être seulement en 63, au moment de la naissance de la fille que Néron eut de Poppée, la sodalité des Augustales fut renforcée de Claudiales, et le titre officiel des membres devint dès lors Augustales Claudiales. À la mort de Vespasien furent créés les sodales Flaviales, qui joignirent à leur nom celui de Titiales après la mort de Titus. On ignore le nombre des membres de cette confrérie. Puis se formèrent les sodales Hadrianales après Hadrien, et les sodales Antoniniani après Antonin le Pieux. Ce fut le dernier collège de ce genre que l'on établit : il fut chargé du culte de tous les empereurs divinisés postérieurement à Antonin. Aussi ajoutait-on à leur nom celui de chaque nouveau Divus. Par là s'explique les noms de sodales Antoniniani Veriani, sodales Marciani Antoniniani, sodales Aureliani Antoniniani, sodales Antoniniani Commodiani, Helviani en l'honneur de Pertinax, Severiani, qui se rencontrent dans les inscriptions.
Les Sodales Augustales disparaissent au milieu du IIIe siècle.

## Source
« Sodales Augustales », dans Charles Victor Daremberg et Edmond Saglio (dir.), Dictionnaire des Antiquités grecques et romaines, 1877-1919 [détail de l’édition] (lire en ligne) (« quelques transcriptions d'articles », sur mediterranees.net)